# Out of the Fog
Out of the Fog is een Amerikaanse film noir uit 1941 onder regie van Anatole Litvak.

## Verhaal
De vissers Jonah Goodwin en Olaf Johnson worden afgeperst door de crimineel Harold Goff. Ze zijn bang om naar de politie te stappen. Wanneer Goff zijn oog laat vallen op de dochter van Jonah, besluiten ze het recht in eigen handen te nemen.

## Rolverdeling
| Acteur          | Personage           |
| --------------- | ------------------- |
| John Garfield   | Harold Goff         |
| Ida Lupino      | Stella Goodwin      |
| Thomas Mitchell | Jonah Goodwin       |
| Eddie Albert    | George Watkins      |
| George Tobias   | Igor Propotkin      |
| John Qualen     | Olaf Johnson        |
| Aline MacMahon  | Florence Goodwin    |
| Jerome Cowan    | Assistent           |
| Odette Myrtil   | Caroline Pomponette |
| Leo Gorcey      | Eddie               |
| Robert Homans   | Agent Magruder      |
| Bernard Gorcey  | Sam Pepper          |
| Paul Harvey     | Rechter Moriarty    |